# Nume de Cod: Clanul Nebunaticilor de Alături
Nume de Cod: Clanul Nebunaticilor de Alături (engleză Codename: Kids Next Door) este un serial american de animație creat de Mr. Warburton pentru Cartoon Network ca al treisprezecelea serial Cartoon Cartoons al canalului. Serialul urmărește aventurile unui grup divers de cinci copii în vârstă de 10 ani care operează într-o căsuță din copac cu tehnologie înaltă, luptând împotriva adulților și adolescenților răufăcători cu tehnologie avansată 2×4. Folosindu-și numele de cod (Numării Unu, Doi, Trei, Patru și Cinci), ei sunt Sectorul V, parte a unei organizații globale numite Clanul Nebunaticilor de Alături.
Pilotul serialului a avut premiera în mijlocul lui 2001 ca parte a The Big Pick II, un eveniment de difuzare special prezentând 11 episoade pilot promițătoare pentru seriale diferite. Câștigătorii unui sondaj pentru spectatori de la Cartoon Network decid care pilot va devenin un serial întreg. După ce a câștigat sondajul, serialul a debutat pe 6 decembrie 2002 și a fost difuzat până pe 21 ianuarie 2008, cu șase sezoane și 78 de episoade. Două filme de televiziune au fost difuzate: Operațiunea Z.E.R.O. în 2006 și Operațiunea I.N.T.E.R.V.I.U. în 2008, care a fost finalul serialului. Un episod special de jumătate de oră care s-a încrucișat cu Negrele aventuri ale lui Billy și Mandy intitulat Negrele aventuri ale Clanului Nebunaticilor de Alături a fost difuzat în 2007.
Două jocuri video bazate pe serial au fost lansate, Operation S.O.D.A. și Operation V.I.D.E.O.G.A.M.E. O mână de alte jocuri Cartoon Network având aceste personaje au fost de asemenea lansate. Serialul a avut lansări pe DVD atât ca parte a Nume de Cod: Clanul Nebunaticilor de Alături și ca adiții la alte DVD-uri de compilație a Cartoon Network.

## Episoade

### Sezonul 1
| N/o | Titlu în română                                  | dezvoltarea titlului în română                                | Titlu în engleză                                     | dezvoltarea titlului în engleză                                |  |
| --- | ------------------------------------------------ | ------------------------------------------------------------- | ---------------------------------------------------- | -------------------------------------------------------------- |  |
|     |                                                  |                                                               |                                                      |                                                                |  |
| 01  | Operațiunea: T.O.R.T.U.L.                        | Capturare și răpire a desertului                              | Operation: C.A.K.E.D.                                | Capture And Kidnapify Enemy Dessert                            |  |
| 01  | '                                                | '                                                             | Kenny and the Chimp – Diseasy Does It (Chimp N. Pox) | Kenny and the Chimp – Diseasy Does It (Chimp N. Pox)           |  |
| 01  | Nu faceți pipi în piscină                        | Nu faceți pipi în piscină                                     | No P in the OOL                                      | No P in the OOL                                                |  |
|     |                                                  |                                                               |                                                      |                                                                |  |
| 02  | Operațiunea: Î.N.G.H.E.Ț.A.T.A.                  | Important furtune de înghețată comestibile a se evita topirea | Operation: I.-S.C.R.E.A.M.                           | Important Steal Creamy Refrigerated Edibles Avoid – Meltdown   |  |
| 02  | Operatiunea: T.U.N.U.L.                          | Tunul și somnul nu merg mână în mână                          | Operation: C.A.N.N.O.N.                              | Cannon And Nap-time Not Occurring Normally                     |  |
|     |                                                  |                                                               |                                                      |                                                                |  |
| 03  | Operațiunea: F.Ă.R.Ă.-E.N.E.R.G.I.E.             | Noi ordine - pulverizarea opoziției fără a utiliza hamsteri   | Operation: N.O.-P.O.W.U.H.                           | New Orders – Pulverise Opposition Without Utilizing Hamsters   |  |
| 03  | Operațiunea: D.I.N.Ț.I.I.                        | Dușmanul ce extrage dinți terorizează cartierul general       | Operation: T.E.E.T.H.                                | Tooth Extracting Enemy Terrorizes Headquarters                 |  |
|     |                                                  |                                                               |                                                      |                                                                |  |
| 04  | Operațiunea: P.I.R.A.T.U.L.                      | Invazia piraților în căutarea dulciurilor                     | Operation: P.I.R.A.T.E.                              | Pirates Invade Repository And Treats Extracted                 |  |
| 04  | Operațiunea: V.Ă.C.Ă.R.I.Ț.A.                    | O femeie trăznită o ia razna de tot                           | Operation: C.O.W.G.I.R.L.                            | Crazy Old Woman Goes Increasingly Really Loco                  |  |
|     |                                                  |                                                               |                                                      |                                                                |  |
| 05  | Operațiunea: N.A.P.U.L.                          | Din păcate napul ajunge aproape de punctul de infestare       | Operation: T.U.R.N.I.P.                              | Turnips Unfortunatley Reaching Near Infestation Point          |  |
| 05  | Operațiunea: M.I.N.I.G.O.L.F.                    | Miniaturizarea este un scop să joci golf cu un fanatic        | Operation: M.I.N.I.G.O.L.F.                          | Miniaturization Is Now Issue – Golfing Opposite Looney Fanatic |  |
|     |                                                  |                                                               |                                                      |                                                                |  |
| 06  | Operațiunea: B.I.R.O.U.L.                        | La etajul al 14-lea se află corporația Malefică               | Operation: O.F.F.I.C.E.                              | On Fourteenth Floor Is Corporate Evil                          |  |
| 06  | Operațiunea: A.R.C.T.I.C.                        | Mi-e foarte frig. Asta-i sigur.                               | Operation: A.R.C.T.I.C.                              | Am Really Cold That Is Certain                                 |  |
|     |                                                  |                                                               |                                                      |                                                                |  |
| 07  | Operațiunea: P.Ă.D.U.C.H.I.                      | Păduchii întrerup consumul de brânză                          | Operation: L.I.C.E.                                  | Lice Interrupt Cheese Eating                                   |  |
| 07  | Operațiunea: L.I.Z.Z.I.E.                        | Dragostea e o zăpăceală mare, nu?                             | Operation: L.I.Z.Z.I.E.                              | Love Is Zesty Zany Insanity Eh?                                |  |
|     |                                                  |                                                               |                                                      |                                                                |  |
| 08  | Operațiunea: M.U.S.C.A.                          | Muscă mititică examinează cinci tineri                        | Operation: T.H.E.-F.L.Y.                             | Tiny Horsefly Examines Five Little Youngsters                  |  |
| 08  | '                                                | '                                                             | Operation: P.O.I.N.T.                                | Provling Operatives Investigate Naughty Teenager               |  |
|     |                                                  |                                                               |                                                      |                                                                |  |
| 09  | Operațiunea: T.E.L.E.V.I.Z.I.U.N.E.A. prin cablu | Bebeluși arogant și țicnit pierde toți telespectatori         | Operation: C.A.B.L.E.-T.V.                           | Crazy Arogant Baby Loses Etery Television Viewer               |  |
| 09  | Operațiunea: T.A.B.Ă.R.A.                        | Copiii sunt părinți mizerabili                                | Operation: C.A.M.P.                                  | Children Are Miserable Parents                                 |  |
|     |                                                  |                                                               |                                                      |                                                                |  |
| 10  | Operațiunea: T.O.M.M.Y.                          | Un tânăr trăznit și rău de tot                                | Operation: T.O.M.M.Y.                                | Totally Obnoxious Moronic Meddling Youngster                   |  |
| 10  | Operațiunea: C.H.A.D.                            | Erou chipeș evită distrugerea                                 | Operation: C.H.A.D.                                  | Charming Hero Avoids Destruction                               |  |
|     |                                                  |                                                               |                                                      |                                                                |  |
| 11  | Operațiunea: P.I.A.N.U.L.                        | Instrument cicălitor aduce un agent nou                       | Operation: P.I.A.N.O.                                | Pesky Instruments Advances New Operative                       |  |
| 11  | '                                                | '                                                             | Operation: Z.O.O.                                    | Zoologically Obsessed Octogenerian                             |  |
|     |                                                  |                                                               |                                                      |                                                                |  |
| 12  | Operațiunea: L.I.N.I.Ș.T.E.                      | Nu prea e liniște în casa din copac                           | Operation: Q.U.I.E.T.                                | Quitude Unlikley in Entire Treehouse                           |  |
| 12  | Operațiunea: C.U.R.C.U.B.E.U.                    | Goana prin natură după maimuțe sălbatice                      | Operation: R.A.I.N.B.O.W.S.                          | Running Amok In Nature’s Bounty Obeserving Wild Simians        |  |
|     |                                                  |                                                               |                                                      |                                                                |  |
| 13  | Operațiunea:: A.D.U.L.T.U.L.                     | Îmbătrânirea strică toate planurile                           | Operation: G.R.O.W.-U.P.                             | Getting Really Old Will Upset Plans                            |  |

### Sezonul 2
| N/o | Titlu în română                        | dezvoltarea titlului în română                                      | Titlu în engleză                | dezvoltarea titlului în engleză                                               |
| --- | -------------------------------------- | ------------------------------------------------------------------- | ------------------------------- | ----------------------------------------------------------------------------- |
|     |                                        |                                                                     |                                 |                                                                               |
| 14  | Operațiunea: P.I.S.I.C.I.              | Tirania babei ia sfârșit                                            | Operation: C.A.T.S.             | Crazy Aged Tyrant Stinks                                                      |
| 14  | Operațiunea: S.U.C.                    | Copiii se opun prohibiției                                          | Operation: P.O.P.               | Pre-Teens Oppose Prohibition                                                  |
|     |                                        |                                                                     |                                 |                                                                               |
| 15  | Operațiunea: P.A.L.M.A.                | Posteriorul iritat nu e pe placul copiilor                          | Operation: S.P.A.N.K.           | Sore Posteriers Annoy Naughty Kids                                            |
| 15  | '                                      | '                                                                   | Operation: D.A.T.E.             | Dance Actually Threatens Everybody                                            |
|     |                                        |                                                                     |                                 |                                                                               |
| 16  | Operațiune: S.U.S.Ț.I.N.E.R.E          | Protecție specială cu coș nepotrivită pentru adoleșcenți            | Operation: S.U.P.P.O.R.T.       | Special Underwire Protection Proportedly Outfits Rotten Teenagers             |
| 16  | '                                      | '                                                                   | Operation: T.A.P.I.O.C.A.       | Teens And Pudding Inconveniance Our Childish Agents                           |
|     |                                        |                                                                     |                                 |                                                                               |
| 17  | '                                      | '                                                                   | Operation: M.O.V.I.E.           | Meeting Of Villains Isn’t Entertaining                                        |
| 17  | '                                      | '                                                                   | Operation: F.A.S.T.-F.O.O.D.    | Find Another Stupid Task For Our Oblivious Dodo                               |
|     |                                        |                                                                     |                                 |                                                                               |
| 18  | '                                      | '                                                                   | Operation: S.H.A.V.E.           | Southern Hair Attacks Virtually Everyone                                      |
| 18  | '                                      | '                                                                   | Operation: O.O.M.P.P.A.H.       | Obnoxious Overzealous Male Parent Plays Annoying Horn                         |
|     |                                        |                                                                     |                                 |                                                                               |
| 19  | '                                      | '                                                                   | Operation: F.L.A.V.O.R.         | Find Lost Ancient Variety Of Refreshment                                      |
| 19  | '                                      | '                                                                   | Operation: K.I.S.S.             | Kid’s Identity Suddenly Sixteen                                               |
|     |                                        |                                                                     |                                 |                                                                               |
| 20  | '                                      | '                                                                   | Operation: G.H.O.S.T.           | Ghostly Hamsters Overwhelm Spooky Treehouse                                   |
| 20  | '                                      | '                                                                   | Operation: F.U.G.I.T.I.V.E.     | Facing Unpleasant Girl’s Insulting Taunts Isn’t Very Enjoyable                |
|     |                                        |                                                                     |                                 |                                                                               |
| 21  | Operațiunea: S.H.O.G.U.N.              | Inamicul fură cantități uriașe de Gorgonzola cu ajutorul unor ninja | Operation: T.H.E.-S.H.O.G.U.N.  | Terribly Huge Enemy Steals Heaps Of Gorgonzola Using Ninja                    |
| 21  | Operațiunea: C.O.L.E.G.I.U.            | Agent preocupat lasă leneșii cu alte năzbâtii                       | Operation: C.O.L.L.E.G.E.       | Concerned Operative Leaves Loafers Engaged Goofily Elsewhere                  |
|     |                                        |                                                                     |                                 |                                                                               |
| 22  | Operațiunea: R.A.P.O.R.T.              | Exagerări ridicole ce conțin ocazional adevărul                     | Operation: R.E.P.O.R.T.         | Ridiculous Exaggerations Possess Occasional Real Truth                        |
| 22  | Operațiunea: C.H.I.L.O.T.U.L.          | Recompensă mare pentru distrugerea inamicului                       | Operation: B.R.I.E.F.           | Big Reward If Enemy Finished                                                  |
|     |                                        |                                                                     |                                 |                                                                               |
| 23  | '                                      | '                                                                   | Operation: C.A.K.E.D.-T.W.O.    | Commandoes Attempt Kapturing Enemy Dessert – They Weren’t Obliging            |
| 23  | Operațiunea: S.P.A.Ț.I.U.              | Anarhia surorii cauzează situații de urgență                        | Operation: S.P.A.C.E.           | Sister’s Playful Anarchy Causes Emergency                                     |
|     |                                        |                                                                     |                                 |                                                                               |
| 24  | Operațiunea: P.L.A.J.A.                | Băieții vor să fie eroi cavaleri                                    | Operation: B.E.A.C.H.           | Boys Enthusiastically Attempt Chivalorous Heroics                             |
| 24  | Operațiunea: S.U.B.-A.C.O.P.E.R.I.R.E. | Fugar neobișnuit dezvăluie operațiunile cu cafea ale inamicului     | Operation: U.N.D.E.R.C.O.V.E.R. | Unusual New Defector Eagerly Reveals Coffee Operation’s Vital Enemy Revelence |
|     |                                        |                                                                     |                                 |                                                                               |
| 25  | Operațiunea: L.U.P.T.A.                | Lupta pentru niște cârnăciori duce invariabil la probleme           | Operation: D.O.G.-F.I.G.H.T.    | Dueling Over Gooey Frankfurters Inevariably Gives Hoagie Trouble              |
| 25  | Operațiunea: E.X.C.U.R.S.I.A.          | Recunoașterea gemenilor sporește pericolul                          | Operation: T.R.I.P.             | Twins Reconnaissance Increases Peril                                          |
|     |                                        |                                                                     |                                 |                                                                               |
| 26  | Operațiunea: S.F.Â.R.Ș.I.T.            | Toți sunt aproape dezactivați                                       | Operation: E.N.D.               | Everyone Nearly Decommissioned                                                |

### Sezonul 3
| N/o | Titlu în română                                 | dezvoltarea titlului în română                                              | Titlu în engleză                 | dezvoltarea titlului în engleză                                                             |
| --- | ----------------------------------------------- | --------------------------------------------------------------------------- | -------------------------------- | ------------------------------------------------------------------------------------------- |
|     |                                                 |                                                                             |                                  |                                                                                             |
| 27  | Operațiunea: V.I.I.T.O.R.                       | Capcana utopică a femeilor dezlănțuie un rău blamabil                       | Operation: F.U.T.U.R.E.          | Female’s Utopian Trap Unleashes Reprehensible Evil                                          |
|     |                                                 |                                                                             |                                  |                                                                                             |
| 28  | Operațiunea: P.E.-M.A.R.E.                      | Agenții se tem de un curent puternic                                        | Operation: A.F.L.O.A.T.          | Agents Feared Lost On Awful Tide                                                            |
| 28  | Operațiunea: Ș.E.F.U.L.                         | Lizzie își asumă cu entuziasm rolul de șefă                                 | Operation: L.E.A.D.E.R.          | Lizzie Enthusiastically Assumes Daring Executive Role                                       |
|     |                                                 |                                                                             |                                  |                                                                                             |
| 29  | Operațiunea: U.T.O.P.I.A.                       | Descoperirea din întâmplare a singurei insule perfecte                      | Operation: U.T.O.P.I.A.          | Uncovering The Only Perfect Island Accidentally                                             |
| 29  | Operațiunea: J.A.F.U.L.                         | Bandiții fură temele de casă                                                | Operation: R.O.B.B.E.R.S.        | Rather Ornery Bandits Burglarize Educationally Required Schoolwork                          |
|     |                                                 |                                                                             |                                  |                                                                                             |
| 30  | Operațiunea: F.Â.N.T.Â.N.A.                     | Descoperirea necesității chinuitoare și imposibile a tocilarului neobișnuit | Operation: F.O.U.N.T.A.I.N.      | Figure Out Unusual Nerd’s Tantilizing And Impossible Necessity                              |
|     |                                                 |                                                                             |                                  |                                                                                             |
| 31  | Operațiunea: F.U.N.D.                           | Ușantajul scufunz titanicul                                                 | Operation: B.U.T.T.              | Blackmail Uncovers Titantic Tush                                                            |
| 31  | Operațiunea: A.N.T.R.E.N.A.M.E.N.T.             | Recruții prinși în ambuscadă au nevoide de curaj                            | Operation: T.R.A.I.N.I.N.G.      | Tiny Recruits Ambushed In Nefarious Invasion Need Guts                                      |
|     |                                                 |                                                                             |                                  |                                                                                             |
| 32  | Operațiunea: A.R.H.I.V.A.                       | Istoria străveche înregistrată a copiilor e edificatoare                    | Operation: A.R.C.H.I.V.E.        | Ancient Recorded Children’s History Is Very Enlightening                                    |
| 32  | Operațiunea: P.E.T.R.E.C.E.R.E.A. (1)           | O misiune subacoperire devine o zbenguială palpitantă                       | Operation: S.L.U.M.B.E.R.        | Stupid Little Undercover Mission Becomes Exciting Romp                                      |
|     |                                                 |                                                                             |                                  |                                                                                             |
| 33  | '                                               | '                                                                           | Operation: P.I.N.K.-E.Y.E.       | Private Investigator’s New Kase Extra Yucky Epidemic                                        |
| 33  | '                                               | '                                                                           | Operation: K.A.S.T.L.E.          | Kuki And Sister Torpedo Lothsome Engagement                                                 |
|     |                                                 |                                                                             |                                  |                                                                                             |
| 34  | '                                               | '                                                                           | Operation: C.A.K.E.D.-T.H.R.E.E. | Commandos Attempt Kapturing Enemy’s Desert – They Have Real Extreme Eggrivation             |
| 34  | '                                               | '                                                                           | Operation: L.O.C.K.D.O.W.N.      | Lurking Otherworldly Childhood Calamity Delivers Ouchies When Naughty                       |
|     |                                                 |                                                                             |                                  |                                                                                             |
| 35  | '                                               | '                                                                           | Operation: H.U.G.S.              | Humungously Unwieldly Gorilla Showdown                                                      |
| 35  | '                                               | '                                                                           | Operation: J.E.W.E.L.S.          | Juvinile Escapes With Extreamly Luscious Sweet                                              |
|     |                                                 |                                                                             |                                  |                                                                                             |
| 36  | '                                               | '                                                                           | Operation: G.R.A.D.U.A.T.E.S.    | Gargantuan Ray’s Advance Decimates Unprepared And Terrified Escaping Soldiers               |
|     |                                                 |                                                                             |                                  |                                                                                             |
| 37  | Operațiunea: A.C.A.D.E.A.U.A                    | Investigația suprapoftelor ascunse pentru dulciuri                          | Operation: T.R.I.C.K.Y.          | Trivial Rival Instigates Candy Krazy Yearning                                               |
| 37  | Operațiunea: T.O.C.I.L.A.R.U.L.                 | Poftele nocturne surplasează operativele dragostei                          | Operation: U.N.C.O.O.L.          | Undead’s Nocturnal Craving Overtakes Operative’s Love                                       |
|     |                                                 |                                                                             |                                  |                                                                                             |
| 38  | Operațiunea: P.R.E.Ș.E.D.I.N.T.E.               | Transportul sub protecție de maximă securitate a viitorului ales            | Operation: P.R.E.S.I.D.E.N.T.    | Protection Requires Extreme Skill Involving Democratically Elected Notable’s Transportation |
| 38  | Operațiunea: S.P.I.T.A.L.                       | '                                                                           | Operation: H.O.S.P.I.T.A.L.      | Hurt Operative Safely Protected In Totally Antiseptic Location                              |
|     |                                                 |                                                                             |                                  |                                                                                             |
| 39  | Operațiunea: V.A.R.Z.Ă.-D.E.-B.R.U.X.E.L.L.E.S. | Înlăturarea produsului deranjant operațiune ultra-riscantă                  | Operation: S.P.R.O.U.T.          | Sickening Produce Removal Operation Ultra Tricky                                            |
| 39  | Operațiunea: F.I.A.R.A.                         | Fiara înfometată devorează tema                                             | Operation: H.O.U.N.D.            | Homework Obliterated Using Nefarious Dog                                                    |

### Sezonul 4
| N/o               | Titlu în română                              | dezvoltarea titlului în română                                      | Titlu în engleză               | dezvoltarea titlului în engleză                                              |
| ----------------- | -------------------------------------------- | ------------------------------------------------------------------- | ------------------------------ | ---------------------------------------------------------------------------- |
|                   |                                              |                                                                     |                                |                                                                              |
| 40                | Operațiunea: I.E.P.U.R.E.L.E                 | Iepurașul cel drag scapă din bucluc                                 | Operation: R.A.B.B.I.T.        | Rescue Aids Beloved Bunny In Trouble                                         |
| 40                | Operatiunea Ț.Â.Ș.N.I.T.U.R.A.               | Zebzecul năruie speranțele sinistre                                 | Operation: F.L.U.S.H.          | Foolish Loser Undoes Sinister Hopes                                          |
|                   |                                              |                                                                     |                                |                                                                              |
| 41                | Operațiune: B.Ă.T.A.I.A.-C.U.-M.Â.N.C.A.R.E. | Dezgustătoarea mâncare a bătrânului căpcăun e împrăștiată peste tot | Operation: F.O.O.D.F.I.T.E.    | Fiendish Old Ogre’s Disgusting Food Is Thrown Everywhere                     |
| 41                | Operațiune: I.N.D.I.C.I.I (1)                | Amplasarea tacâmurilor oferă o soluție simplă                       | Operation: C.L.U.E.S.          | Cutlery’s Location Uncovers Elementary Solution                              |
|                   |                                              |                                                                     |                                |                                                                              |
| 42                | '                                            | '                                                                   | Operation: N.U.G.G.E.T.        | Numbuh Uncovers Glistening Golden Edible Treat                               |
| 42                | '                                            | '                                                                   | Operation: M.A.C.A.R.R.O.N.I.  | Museum’s Artwork Cruelly And Recklessly Ripped Off Nearly Impossibly         |
|                   |                                              |                                                                     |                                |                                                                              |
| 43                | Operațiunea: P.I.S.C.I.N.A.                  | Operațiune de prevenire a furturilor                                | Operation: P.O.O.L.            | Prevent Opposite Operative’s Larceny                                         |
|                   |                                              |                                                                     |                                |                                                                              |
| 44                | '                                            | '                                                                   | Operation: C.A.K.E.D.-F.O.U.R. | Children’s Annual Kompetition Exposes Devilishly Fiendish Operation Up River |
|                   |                                              |                                                                     |                                |                                                                              |
| 45                | Operațiunea: D.O.I.C.A.                      | Implicarea iubitei transformă realitatea serii                      | Operation: S.I.T.T.E.R.        | Sweetheart’s Involvement Transforms The Evening’s Realisty                   |
| 45                | Operațiunea: S.A.T.U.R.N.                    | Marfa furată nu se mai întoarce                                     | Operation: S.A.T.U.R.N.        | Stuff Abducted Turns Up Revolving Nowhere                                    |
|                   |                                              |                                                                     |                                |                                                                              |
| 46                | '                                            | '                                                                   | Operation: C.H.O.C.O.L.A.T.E.  | Candy Hunting Operative’s Chocolatized Opponent Literally A Touchy Enemy     |
| 46                | '                                            | '                                                                   | Operation: M.A.T.A.D.O.R.      | Misbehaving Agent Teases Adults During Organized Recreation                  |
|                   |                                              |                                                                     |                                |                                                                              |
| 47                | Operațiunea: P.R.Â.N.Z.U.L.                  | '                                                                   | Operation: L.U.N.C.H.          | Lizzie Underappreciates Nigel’s Chowtime Hardworkingness                     |
| 47                | '                                            | '                                                                   | Operation: M.U.N.C.H.I.E.S.    | Morning Uncovers Needed Crunchiness Hiding In Enemy Store                    |
|                   |                                              |                                                                     |                                |                                                                              |
| 48                | Operațiunea: N.O.D.U.L.                      | Gâtul nebunaticilor înnodat la culme                                | Operation: K.N.O.T.            | Kids Necks Overwhelmingly Tied                                               |
| 48                | Operațiunea: D.U.L.A.P.U.L.                  | Copilul pierdut                                                     | Operation: C.L.O.S.E.T.        | Child Lost On Seriously Elevated Tundra                                      |
|                   |                                              |                                                                     |                                |                                                                              |
| 49                | '                                            | '                                                                   | Operation: S.N.O.W.I.N.G.      | Sickly Nigel Opposes Warped Incumbent’s Nasty Grasp                          |
|                   |                                              |                                                                     |                                |                                                                              |
| 50                | '                                            | '                                                                   | Operation: M.A.U.R.I.C.E.      | Mature Agent Undergoes Reprogramming Into Childhood’s Enemy                  |
|                   |                                              |                                                                     |                                |                                                                              |
| 51                | '                                            | '                                                                   | Operation: L.O.V.E.            | Little Operative Very Emotional                                              |
| 51                | '                                            | '                                                                   | Operation: C.O.U.C.H.          | Creep Otherworld Under Cushiony Heap                                         |
|                   |                                              |                                                                     |                                |                                                                              |
| 52                | Operațiunea: M.I.N.G.E.A.                    | Jocul periculos al celor în vârstă îi depășește pe micii ratați     | Operation: D.O.D.G.E.B.A.L.L.  | Dangerous Old Dude’s Game Excellently Beats All Little Losers                |
| 52                | Operațiunea: S.Ă.L.B.Ă.T.I.C.I.E.            | Prietenii își recuperează șeful maimuțificat                        | Operation: F.E.R.A.L.          | Friends Extract Really Ape-ified Leader                                      |
|                   |                                              |                                                                     |                                |                                                                              |
| EPISOD DE CRĂCIUN |                                              |                                                                     |                                |                                                                              |
|                   |                                              |                                                                     |                                |                                                                              |
| 53                | '                                            | '                                                                   | Operation: N.A.U.G.H.T.Y.      | Ninnies Almost Undo Greatest Holiday This Year                               |

### Sezonul 5
| N/o | Titlu în română                   | dezvoltarea titlului în engleză                                   | Titlu în engleză                    | dezvoltarea titlului în română                                                       |
| --- | --------------------------------- | ----------------------------------------------------------------- | ----------------------------------- | ------------------------------------------------------------------------------------ |
|     |                                   |                                                                   |                                     |                                                                                      |
| 54  | Operațiunea: A.L.E.G.E.R.I.       | Inamicul lansează campanie malefică pentru a ne compromite școala | Operation: E.L.E.C.T.I.O.N.S.       | Enemy Launches Evil Campaign To Inflame Our Noble School                             |
|     |                                   |                                                                   |                                     |                                                                                      |
| 55  | Operațiunea: I.A.H.T.U.L.         | Iah nespălat al căpitanului laș                                   | Operation: D.U.C.K.Y.               | Dirty Unwashed Captain’s Kowardly Yacht                                              |
| 55  | '                                 | '                                                                 | Operation: D.I.A.P.E.R.             | Drooling Infants Awarded Perilous Emergency Rescue                                   |
|     |                                   |                                                                   |                                     |                                                                                      |
| 56  | '                                 | '                                                                 | Operation: B.U.L.L.I.E.S.           | Big Ugly Lunks Like Intimidating Entrapped Scaredycats                               |
| 56  | '                                 | '                                                                 | Operation: F.I.S.H.Y.               | Feline Invaders Swarm Headquarters Yeariningly                                       |
|     |                                   |                                                                   |                                     |                                                                                      |
| 57  | '                                 | '                                                                 | Operation: B.R.E.A.K.U.P.           | Boys Ruin Everything And Kreate Upset People                                         |
| 57  | Operațiunea: S.A.F.A.R.I.         | Se trage cu injecții în continu                                   | Operation: S.A.F.A.R.I.             | Shots Are Fired At Rear Incessantly                                                  |
|     |                                   |                                                                   |                                     |                                                                                      |
| 58  | '                                 | '                                                                 | Operation: V.I.R.U.S.               | Very Icky Research Under Sea                                                         |
| 58  | '                                 | '                                                                 | Operation: O.U.T.-B.R.E.A.K.        | Overflowed Undersea Treehouse Bears Really Extra Awful Kontamination                 |
|     |                                   |                                                                   |                                     |                                                                                      |
| 59  | '                                 | '                                                                 | Operation: C.A.N.Y.O.N.             | Clear Area Need You Out Now                                                          |
| 59  | '                                 | '                                                                 | Operation: H.O.L.I.D.A.Y.           | Hamsters On Leave In Disastrous Airline Yarn                                         |
|     |                                   |                                                                   |                                     |                                                                                      |
| 60  | (5)                               | '                                                                 | Operation: C.A.K.E.D.-F.I.V.E.      | Centuries After Kalamity Enemy Dessert Found In Void’s Emptiness                     |
|     |                                   |                                                                   |                                     |                                                                                      |
| 61  | Operațiunea: R.E.C.R.U.T.A.R.E.A. | Un țânc inaxcibil e pus la încercare                              | Operation: R.E.C.R.U.I.T.           | Really Excitable Child Rookie Undergoes Impossible Test                              |
| 61  | Operațiunea: T.A.T.A.             | Adulții infam fac zile fripte copiilor                            | Operation: D.A.D.D.Y.               | Dasterdly Adult’s ’Do Degrades Youngster                                             |
|     |                                   |                                                                   |                                     |                                                                                      |
| 62  | '                                 | '                                                                 | Operation: C.L.O.W.N.               | Curmudgeon’s Lackeys Outlaw Wacky Nonsense                                           |
| 62  | '                                 | '                                                                 | Operation: S.P.A.N.K.E.N.S.T.I.N.E. | Stuffed Puffy Animal Now Kruelly Enacts Nasty Spanking To Investigator’s Notable End |
|     |                                   |                                                                   |                                     |                                                                                      |
| 63  | '                                 | '                                                                 | Operation: H.O.T.S.T.U.F.F.         | Hands Off Thermostat Says The Upset Father Furiously                                 |
| 63  | '                                 | '                                                                 | Operation: M.I.S.S.I.O.N.           | Many Incarcerated Scoundrels Secretly Implement Operative’s Needs                    |
|     |                                   |                                                                   |                                     |                                                                                      |
| 64  | '                                 | '                                                                 | Operation: L.I.C.O.R.I.C.E.         | Lost Island’s Crop Of Red Irreplaceable Candy Endangered                             |
| 64  | '                                 | '                                                                 | Operation: H.O.M.E.                 | Hardly Ordinary Monkey Estate                                                        |
|     |                                   |                                                                   |                                     |                                                                                      |
| 65  | '                                 | '                                                                 | Operation: I.T.                     | Incusficcient Time                                                                   |

### Sezonul 6
| N/o | Titlu în română                      | dezvoltarea titlului în română                                      | Titlu în engleză                 | dezvoltarea titlului în engleză                                              |
| --- | ------------------------------------ | ------------------------------------------------------------------- | -------------------------------- | ---------------------------------------------------------------------------- |
|     |                                      |                                                                     |                                  |                                                                              |
| 66  | '                                    | '                                                                   | Operation: S.A.F.E.T.Y.          | Senator Attacks Foes Endangering Today’s Youth                               |
|     |                                      |                                                                     |                                  |                                                                              |
| 67  | '                                    | '                                                                   | Operation: E.N.G.L.A.N.D.        | Evidently Not Getting Language Annoys Nigel Desperately                      |
| 67  | '                                    | '                                                                   | Operation: A.W.A.R.D.S.          | Attack Will Amazingly Ruin Dinner Show                                       |
|     |                                      |                                                                     |                                  |                                                                              |
| 68  | Operațiunea: P.A.U.Z.A.              | Pauza anulată din cauza uleiului de salată                          | Operation: R.E.C.E.S.S.          | Recreation Ended ’Cuz Enemies Savor Salad                                    |
| 68  | '                                    | '                                                                   | Operation: H.A.M.S.T.E.R.        | Hungry Archenemy Meowers Strike To Entrap Rodents                            |
|     |                                      |                                                                     |                                  |                                                                              |
| 69  | '                                    | '                                                                   | Operation: W.H.I.T.E.-H.O.U.S.E. | What Happens If The Existing Head Of United States Escapes                   |
|     |                                      |                                                                     |                                  |                                                                              |
| 70  | Operațiunea: S.P.A.N.A.C.U.L.        | Invadatorii salatieri stârnesc o cruciadă                           | Operation: S.P.I.N.A.C.H.        | Salad Pushing Invaders Now Attempt Crusade Here                              |
| 70  | Operațiunea: M.E.S.A.J.U.L.          | Livrare expres specială evitând dușmanii                            | Operation: M.E.S.S.A.G.E.        | Make Express Shipment Easily Avoiding Gummy Enemies                          |
|     |                                      |                                                                     |                                  |                                                                              |
| 71  | Operațiunea: P.O.D.U.L.              | Înaintea unei distrugeri incredibile se evacuează zona              | Operation: B.R.I.D.G.E.          | Before Really Incredible Destruction Gotta Evacuate                          |
| 71  | Operațiunea: Ș.A.S.E.                | Livrare de sifon                                                    | Operation: S.I.X.                | Soda Is X-changed                                                            |
|     |                                      |                                                                     |                                  |                                                                              |
| 72  | '                                    | '                                                                   | Operation: T.R.I.C.Y.C.L.E.      | Tommy’s Ride Is Calamity You Can’t Let Escape                                |
|     |                                      |                                                                     |                                  |                                                                              |
| 73  | Operațiunea: Crima (2)               | Creioanele colorate îi scot din minți pe toți                       | Operation: C.R.I.M.E.            | Crayon Renderings Implicate Mostly Everyone                                  |
| 73  | Operațiunea: P.E.T.R.E.C.E.R.E.A (2) | Petrecerea animalică de adoleșcenți                                 | Operation: P.A.R.T.Y.            | Party Animals Rule Teens Yell                                                |
|     |                                      |                                                                     |                                  |                                                                              |
| 74  | Operațiunea: Conacul Licantrop       | Agentul disperat fură temele colegilor.                             | Operation: D.O.G.H.O.U.S.E.      | Desperate Operative Grabs Homework Outta Unusually Spooky Environment        |
| 74  | Operațiunea: P.L.A.N.E.T.A.          | La ce nu s-au așteptat astronauții                                  | Operation: P.L.A.N.E.T.          | Poor Little Astronauts Never Expected This                                   |
|     |                                      |                                                                     |                                  |                                                                              |
| 75  | Operațiunea: Ș.T.I.I.N.Ț.Ă.          | Super tari invenții inpusionează noile tendințe antreprenoriale     | Operation: S.C.I.E.N.C.E.        | Sooper Cool Inventions Encourage New Commercial Enterprises                  |
| 75  | Operațiunea: A.M.I.S.H.              | Avem mașini ilegale de distrus Hoagie                               | Operation: A.M.I.S.H.            | Teens Readily Extend Armistice To Youngsters                                 |
|     |                                      |                                                                     |                                  |                                                                              |
| 76  | Operațiunea: L.O.G.O.D.N.I.C.A.      | Liz observă gradat obiceiurile dragului Nigel în conflicte amoroase | Operation: G.I.R.L.F.R.I.E.N.D.  | Guess It’s Real Lizzie Finally Realizes Its Essentially Nigel’s Dysfunctions |
|     |                                      |                                                                     |                                  |                                                                              |
| 77  | Operațiunea: C.A.R.A.M.E.L.          | Caramelul are reale abilități mâncat extra legal                    | Operation: C.A.R.A.M.E.L.        | Candies Are Really Altering Many Extraordinary Lives                         |
| 77  | Operațiunea: L.U.N.A.                | Luna uriașă ne atrage                                               | Operation: M.O.O.N.              | Moving Out Of Neighbourhood                                                  |
|     |                                      |                                                                     |                                  |                                                                              |
| 78  |                                      |                                                                     | Operation: T.R.E.A.T.Y.          | Teens Readily Extend Armistice To Youngsters                                 |

### Episoade speciale și filme
| N/o | Titlu în română                               | dezvoltarea titlului în română                          | Titlu în engleză                      | dezvoltarea titlului în engleză                              |
| --- | --------------------------------------------- | ------------------------------------------------------- | ------------------------------------- | ------------------------------------------------------------ |
|     |                                               |                                                         |                                       |                                                              |
| S1  | Negrele aventuri ale Nebunaticilor de alături | Negrele aventuri ale Nebunaticilor de alături           | The Grim Adventures of Kids Next Door | The Grim Adventures of Kids Next Door                        |
|     |                                               |                                                         |                                       |                                                              |
| S2  | Operațiunea I.N.T.E.R.V.I.U.R.I.              | Acum chiar că este povestea de final ce lămurește totul | Operation: I.N.T.E.R.V.I.E.W.S.       | It’s Now The Extra Really Very Interesting End Wrap-up Story |
|     |                                               |                                                         |                                       |                                                              |
| M1  | Operatiunea Z.E.R.O.                          | Zero explicatie care dezvaluie originile                | Operation: Z.E.R.O.                   | Zero Explanation Reveals Origins                             |

## Legături externe
- Nume de Cod: Clanul Nebunaticilor de Alături la Big Cartoon DataBase
- Nume de Cod: Clanul Nebunaticilor de Alături la Internet Movie Database
- Nume de Cod: Clanul Nebunaticilor de Alături la TV.com